# 미나토정 (효고현)
미나토정(湊町)은 일본 효고현 미하라군에 설치되었던 정이다. 현재의 미나미아와지시의 일부에 해당한다.